# Stephanopis pentacantha
Stephanopis pentacantha là một loài nhện trong họ Thomisidae.
Loài này thuộc chi Stephanopis. Stephanopis pentacantha được Cândido Firmino de Mello-Leitão miêu tả năm 1929.